# Holving
Holving é uma comuna francesa na região administrativa do Grande Leste, no departamento de Mosela. Estende-se por uma área de 10.75 km², e possui 1.287 habitantes, segundo o censo de 2018, com uma densidade de 120 hab/km².